# Hermannia althaeifolia
Hermannia althaeifolia är en malvaväxtart som beskrevs av Carl von Linné. Hermannia althaeifolia ingår i släktet Hermannia och familjen malvaväxter. Inga underarter finns listade i Catalogue of Life.